# Buxus pachyphylla
Buxus pachyphylla är en buxbomsväxtart som beskrevs av Merrill. Buxus pachyphylla ingår i släktet buxbomar, och familjen buxbomsväxter. Inga underarter finns listade i Catalogue of Life.